# Tumaco
San Andrés de Tumaco, es un distrito colombiano ubicado en el departamento de Nariño. Se sitúa a 300 kilómetros de San Juan de Pasto, la capital del departamento. Tumaco es conocido como la «Perla del Pacífico» de Colombia. Entre sus paisajes marítimos destacan la bahía de Tumaco, el cabo Manglares, La Barra, El Morro y el puerto.
Tumaco se encuentra en el suroccidente de Colombia, cerca de la frontera con Ecuador, y posee un clima tropical húmedo. Su población es mayoritariamente afrodescendiente e indígena. Es accesible por vía aérea desde la ciudad de Santiago de Cali y por comunicación terrestre desde la ciudad de San Juan de Pasto.
Fue declarado por Acto Legislativo N°02 de 2018 Congreso de la República como Distrito Especial, Industrial, Portuario, Biodiverso y Ecoturístico. Es el vigésimo séptimo municipio más poblado de Colombia con un estimado a 2020 de 257 052 habitantes.

## Historia

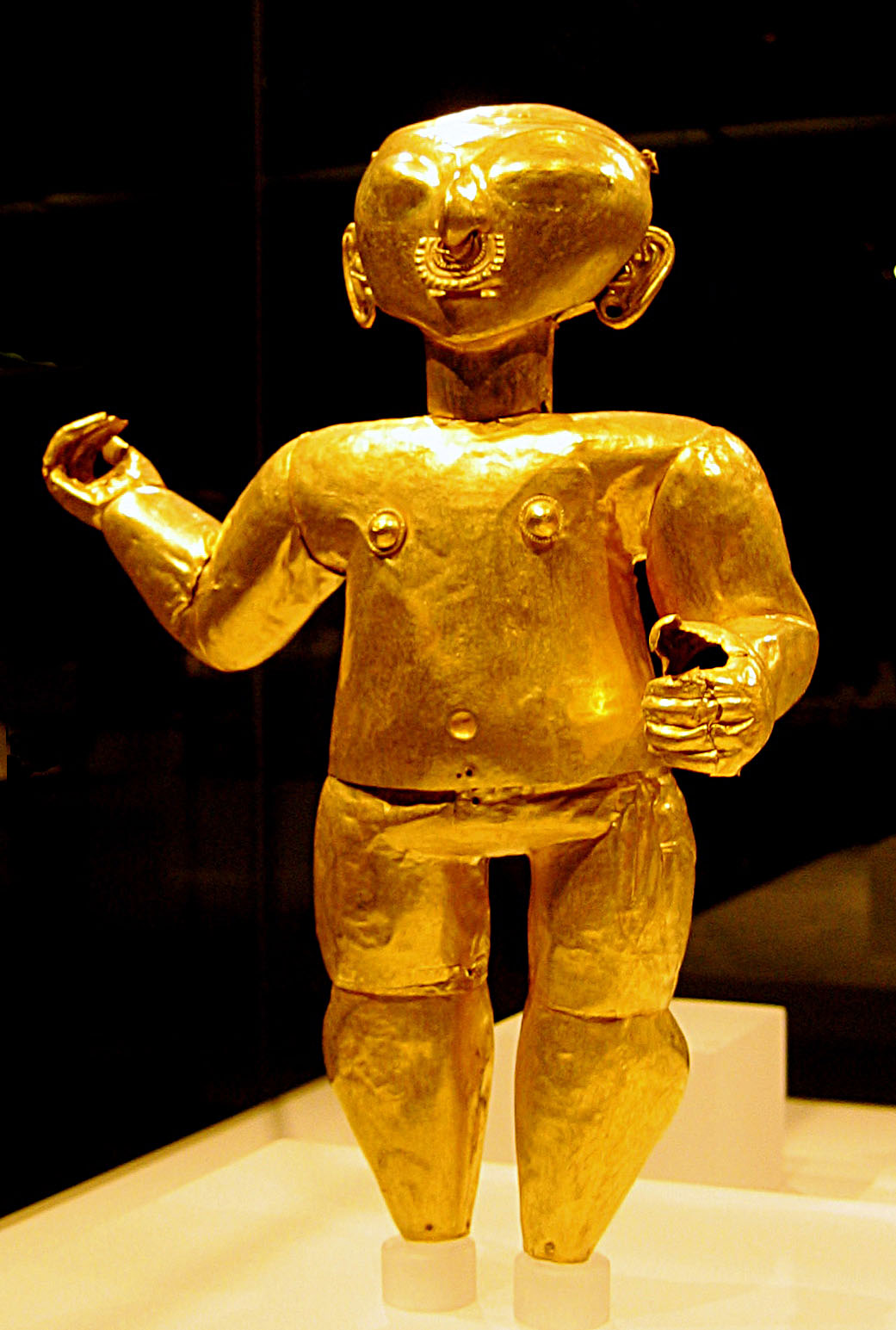
Figura precolombina de la cultura Tumaco-La Tolita.

En la época precolombina, el territorio de Tumaco estuvo habitado por la cultura Tumaco-La Tolita, con vestigios arqueológicos destacados y considerados patrimonio cultural del actual municipio.
Existen varias versiones sobre la fundación de Tumaco. Una versión señala que la fundación española fue en 1610, con el nombre de San Andrés de Tumaco, sobre el asentamiento indígena existente, cuando el padre Onofre Esteban adelantó su trabajo misional en la costa del Pacífico en 1598, que culminó en 1613. José María Garrido, antropólogo y sacerdote católico, estima que la fundación de Tumaco fue el 30 de noviembre de 1640; esta fecha se considera la oficial y se honra para efectos conmemorativos. El primer alcalde de Tumaco fue don Juan de Molinas.

### Cronología de hechos históricos

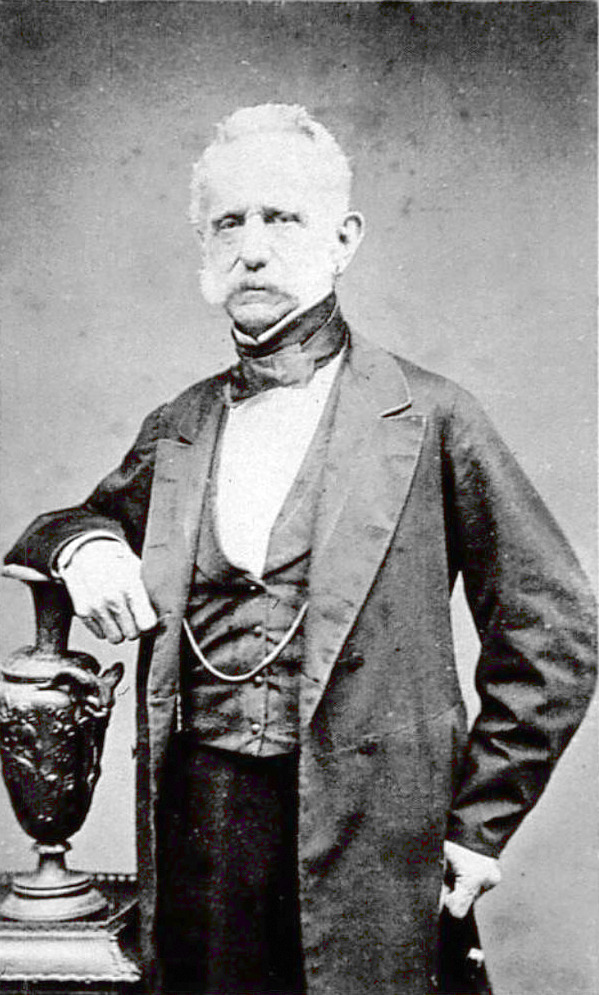
El presidente Tomás Cipriano de Mosquera le dio a Tumaco el título de ciudad.

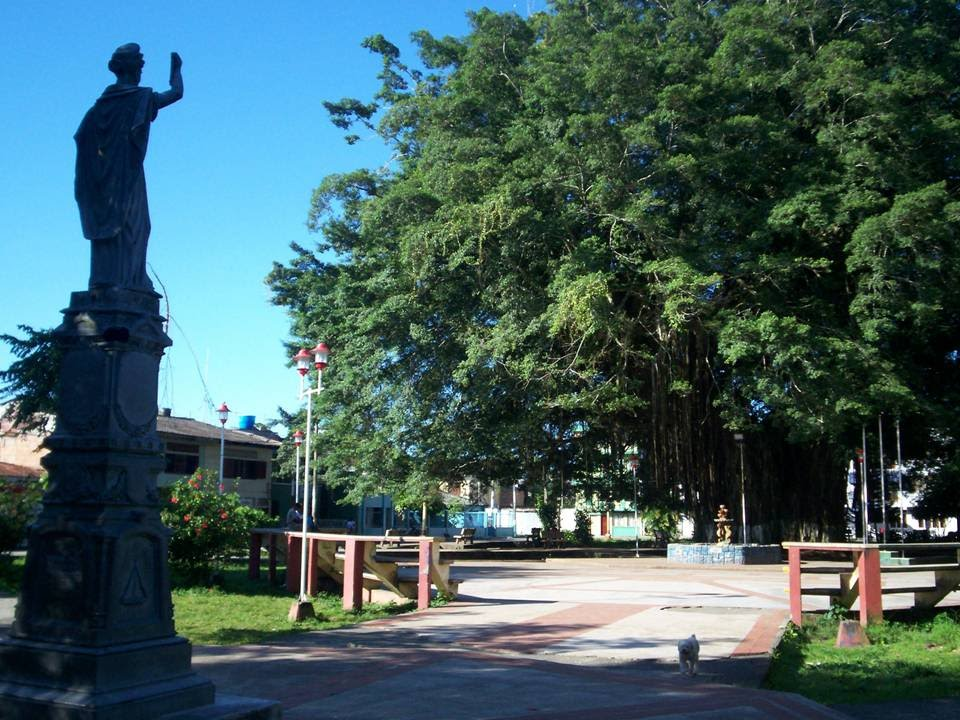
Parque Colón, construido en 1903.

- 1861: Tumaco fue nombrada ciudad por el presidente Tomás Cipriano de Mosquera.
- 1903: Fue construido el Parque Colón bajo el mando del coronel Pío Quiñones. Los materiales empleados para su construcción fueron cemento, concha de piangua y ostión.
- 1905: Fue construido el Parque Nariño bajo la organización de la junta local de gobierno, dirigida por Donaldo Velazco.
- 1905: Fue creado el Departamento de Tumaco, que perduró tan sólo hasta 1908.
- 1923: Se construyó el monumento de Nariño, ubicado en el parque del mismo nombre.
- 1940: Se construyó el Aeropuerto La Florida.
- 1948: Se fundó el Terminal Marítimo (Sociedad Portuaria).
- 1951: El Puente del Morro, con 304 metros de longitud, fue construido bajo la dirección del ingeniero Samuel Muñoz y durante el mandato del presidente general Gustavo Rojas Pinilla.
- 1957: Se construyó la estación de bomberos.
- 1959: La tumaqueña Stella Márquez Zawadski de Araneta es elegida Señorita Colombia y, de manera posterior, Miss International 1960.
- 1966: Fue construido el Oleoducto Trasandino.
- 1970: Radio Mira, con una potencia de 1190 kW, fue fundada por Mons. Miguel Ángel Lecunberri, bajo la dirección del padre Feliz Ezcota.
- 1979: Ocurre un poderoso terremoto registrado el día miércoles 12 de diciembre de 1979, a las 2:59 a. m. (UTC -5), fue uno de los sismos más fuertes del siglo XX en Colombia.
- 1986: El Polideportivo San Judas fue construido para la visita del papa Juan Pablo II.
- 2009: El 17 de febrero el municipio sufrió el desbordamiento del río Mira, que inundó la zona rural. Los centros poblados más afectados fueron Chilvi, Imbili y Bucheli. El saldo aproximado de las inundaciones fue de 6 muertos, 27 desaparecidos y cerca de 24 mil damnificados.[9]
- 2022: Uno de los sitios más emblemáticos del municipio, el Arco del Morro, se desplomó en la madrugada del domingo 13 de noviembre.

## Geografía

### Relieve e hidrografía
Tumaco está a una altitud de dos metros sobre el nivel del mar. El municipio presenta en toda su extensión diferentes relieves, desde el montañoso en inmediaciones andinas del piedemonte costero hasta la llanura del Pacífico. Son accidentes geográficos importantes la bahía de Tumaco, el ancón de Sardinas, el cabo Manglares y la isla de El Morro, entre otros.
Su hidrografía incluye los ríos Mira y Patía, y otros más pequeños como el Caunapi, Rosario, Chagüi, Tablones y el Mejicano.

### Término municipal
Tumaco limita por el norte con el océano Pacífico y el municipio de Francisco Pizarro; por el occidente, con el océano Pacífico; por el sur, con la República de Ecuador y por el oriente, con los municipios de Roberto Payán y Barbacoas.
| Noroeste: Francisco Pizarro    | Norte: Mosquera           | Nordeste: Roberto Payán       |
| Oeste: Océano Pacífico         |                           | Este: Barbacoas               |
| Suroeste: República de Ecuador | Sur: República de Ecuador | Sureste: República de Ecuador |

## Clima
Se caracteriza por un clima tropical húmedo, con una temperatura anual promedio de 26 grados Celsius. Está en una de las regiones más lluviosas del mundo. 
| Parámetros climáticos promedio de Tumaco Información climatológica | Parámetros climáticos promedio de Tumaco Información climatológica | Parámetros climáticos promedio de Tumaco Información climatológica | Parámetros climáticos promedio de Tumaco Información climatológica | Parámetros climáticos promedio de Tumaco Información climatológica | Parámetros climáticos promedio de Tumaco Información climatológica | Parámetros climáticos promedio de Tumaco Información climatológica | Parámetros climáticos promedio de Tumaco Información climatológica | Parámetros climáticos promedio de Tumaco Información climatológica | Parámetros climáticos promedio de Tumaco Información climatológica | Parámetros climáticos promedio de Tumaco Información climatológica | Parámetros climáticos promedio de Tumaco Información climatológica | Parámetros climáticos promedio de Tumaco Información climatológica | Parámetros climáticos promedio de Tumaco Información climatológica |
| Mes | Ene.                                                               | Feb.                                                               | Mar.                                                               | Abr.                                                               | May.                                                               | Jun.                                                               | Jul.                                                               | Ago.                                                               | Sep.                                                               | Oct.                                                               | Nov.                                                               | Dic.                                                               | Anual                                                              |
| --- | ------------------------------------------------------------------ | ------------------------------------------------------------------ | ------------------------------------------------------------------ | ------------------------------------------------------------------ | ------------------------------------------------------------------ | ------------------------------------------------------------------ | ------------------------------------------------------------------ | ------------------------------------------------------------------ | ------------------------------------------------------------------ | ------------------------------------------------------------------ | ------------------------------------------------------------------ | ------------------------------------------------------------------ | ------------------------------------------------------------------ |
| Temp. máx. abs. (°C) | 34                                                                 | 33.4                                                               | 34.4                                                               | 34                                                                 | 35.1                                                               | 32.2                                                               | 32.1                                                               | 32.9                                                               | 32.2                                                               | 36.2                                                               | 32.6                                                               | 32.6                                                               | 36.2                                                               |
| Temp. máx. media (°C) | 28.8                                                               | 29.2                                                               | 29.4                                                               | 29.5                                                               | 29.4                                                               | 29.1                                                               | 29.0                                                               | 28.8                                                               | 28.7                                                               | 28.7                                                               | 28.5                                                               | 28.7                                                               | 29                                                                 |
| Temp. media (°C) | 25.9                                                               | 26.2                                                               | 26.5                                                               | 26.5                                                               | 26.3                                                               | 26.2                                                               | 26.1                                                               | 25.9                                                               | 25.8                                                               | 26.1                                                               | 26.0                                                               | 25.8                                                               | 26.1                                                               |
| Temp. mín. media (°C) | 23.3                                                               | 23.4                                                               | 23.5                                                               | 23.6                                                               | 23.7                                                               | 23.5                                                               | 23.3                                                               | 23.3                                                               | 23.4                                                               | 23.6                                                               | 23.3                                                               | 23.3                                                               | 23.4                                                               |
| Temp. mín. abs. (°C) | 16.6                                                               | 16                                                                 | 17.1                                                               | 16.4                                                               | 16                                                                 | 16.4                                                               | 17                                                                 | 16.6                                                               | 17.2                                                               | 16.2                                                               | 17                                                                 | 16.8                                                               | 16                                                                 |
| Precipitación total (mm) | 329                                                                | 293                                                                | 300                                                                | 360                                                                | 373                                                                | 225                                                                | 221                                                                | 109                                                                | 143                                                                | 133                                                                | 148                                                                | 158                                                                | 2792                                                               |
| Días de lluvias (≥ ) | 18                                                                 | 14                                                                 | 15                                                                 | 18                                                                 | 21                                                                 | 19                                                                 | 14                                                                 | 13                                                                 | 14                                                                 | 12                                                                 | 9                                                                  | 15                                                                 | 182                                                                |
| Horas de sol | 99.5                                                               | 121.2                                                              | 161.6                                                              | 141.5                                                              | 116.2                                                              | 92                                                                 | 123.6                                                              | 115.7                                                              | 89.8                                                               | 106.1                                                              | 104.2                                                              | 102.7                                                              | 1374.1                                                             |
| Humedad relativa (%) | 85                                                                 | 85                                                                 | 84                                                                 | 84                                                                 | 85                                                                 | 86                                                                 | 84                                                                 | 84                                                                 | 85                                                                 | 85                                                                 | 84                                                                 | 86                                                                 | 84.8                                                               |
| Fuente: Instituto de Hidrología, Meteorología y Estudios Ambientales y Servicio de Información Meteorológica Mundial. Colombia, Información del tiempo para Tumaco. 2 de febrero de 2012 |                                                                    |                                                                    |                                                                    |                                                                    |                                                                    |                                                                    |                                                                    |                                                                    |                                                                    |                                                                    |                                                                    |                                                                    |                                                                    |

## Demografía
Según la página web oficial de Tumaco, en 2011 el municipio constaba de una población de 187 084 habitantes, 102 495 en el área urbana y 84 589 en el área rural.
Aproximadamente el 58,3% de los hogares de Tumaco tiene 4 o menos personas, uno de los niveles de fecundidad más altos del país. El 88% de la población es afrodescendiente, según el Departamento Administrativo Nacional de Estadística (DANE). Tiene una evolución vegetativa lenta en comparación con otros municipios. La situación de violencia de las últimas décadas ha provocado que aproximadamente 10 000 familias salieran hacia otros lugares, principalmente Cali, Pasto y Ecuador.

## División Político-Administrativa

### Comunas
La ley 48 de 1947 declaró que la Cabecera municipal de San Andrés de Tumaco  se compone de los terrenos de la isla de Tumaco, Viciosa y Morro.Cada comuna agrupa los barrios.
| Comuna 1 | Comuna 2 | Comuna 3 | Comuna 4 | Comuna 5 |
| --- | --- | --- | --- | --- |
| - 20 de julio - Avenida de los Estudiantes - Bajito Tumaco - Brisas del Aeropuerto - Brisas del Mar - El Modelo - El Morrito - Exporcol - Inscredial - La Cordialidad - La Florida - Los Libertadores - María Auxiliadora - Miramar - Pantano de Vargas - Pradomar - Puente Fátima - Puente Fátima n.º 2 - Puerta del Sol - Simón Bolívar | - 3 Cruces - 7 de agosto - Avenida Férrea - Avenida La Playa - Calle Anzoátegui - Calle San Carlos - Diamante - El Triunfo - Las Palmas - Libertad n.º 1 - Luis Avelino - Villa Lola | - Bavaria - Calle Antioquia - Humberto Manzi - Pedro Arizala - Puente Progreso - Puente Venecia - San Martín | - Calle Nueva - Calle Nueva Creación - Calle Ricaurte - Chakira - El Esfuerzo - El Padilla - La Calavera - La Comba 1 - La Comba 2 - La Floresta 1 - La Floresta 2 - La Nueva Independencia - Puente Ortiz - Vargas | - 11 de noviembre - Buenos Aires - California - El Carmelo - El Porvenir - Exportadora - Iberia - La Ciudadela - Nuevo Horizonte - La Paz - Obrero I - Unión Victoria - Unión Victoria 3-4 - Viento Libre - Viento Libre 1 - Viento Libre 2 - Viento Libre 3 |

### Centros poblados
San Andrés de Tumaco tiene bajo su jurisdicción varios centros poblados, que en conjunto con otras veredas, se encuentra organizado en Microrregiones:
| Microrregiones                             | Centros poblados | Veredas |
| Alta Carretera - Llorente                  | - Caunapi - El Carmen Km 63 - Gualtal - Kilómetro 58 - La Guayacana - La Variante - La Viña - Llorente - Paraíso - Porvenir - Pulgande |         |
| Media Carretera - Candelillas              | - Albania - Alto Villarica - Cajapi - Candelillas - Chilvicito - Chimbuzal - 16 de agosto - Espriella - Juan Domingo - Kilómetro 28 - Kilómetro 35 - La Brava - La Chorrera - La Vega - Peña Colorada - Pindales - Pital Piragua - Pueblo Nuevo - Puerto Nidia - Retoño - Tangareal del Mira - Vuelta de Candelillas - Palmeiras - Vuelta del Carmen - Vuelta Larga - Zapotal |         |
| Alto Mira - Restrepo                       | - Achotal - Boca de Tulmo - Chimbuzal - El Coco - Imbilí - Imbilií Mirapalmas - La Balsa - Piñuela - Restrepo - San Juan (Río Mira) - Vuelta de Candelilla |         |
| Bajo Mira - Cacagual                       | - Alto Santo Domingo - Bajo Guabal - Bajo Jagua - Bocagrande - Bocana Nueva - Cacagual - Candelillas de La Mar - Chontal - Congal - Descolgadero - El Progreso Santo Domingo - La Barca - Las Brisas - Nueva Reforma - Pueblo Nuevo (Río Mira) - Sagumbita - Terán - Vaquería Colombia Grande - Viguaral |         |
| Urbana y Expansión - Bucheli / Chilvi      | - Alto Agua Clara - Brisas del Acueducto - Bucheli - Ceibito - Chilvi (Uribe Uribe) - El Bajito - Inguapi del Carmen - Inguapi del Guadual - Inguapi La Chiricana - Las Mercedes |         |
| Ensenada y Costa Norte - Pital de la Costa | - Caleta Viento Libre - Colorado - Firme de Los Coimes - Guachal - Pital de la Costa - San Juan de la Costa - San Pedro del Vino - San Sebastián - Villa San Juan |         |
| De Los Rios - Palambí                      | - Chajal - Guadual - La Sirena - Las Mercedes - Majagua - Pácora - Palambí - Palay - Salisví |         |
| Robles y Rosario - San Luis Robles         | - Aguacate - Alto Buenos Aires - Bajo Buenos Aires - Barro Colorado - Bellavista - Corriente Grande - El Retorno - Guabal - Guachire - Imbilpí del Carmen - Isla Grande - La Concha (Tablón Salado) - Nerete - Piñal Dulce - Piñal Salado - Pueblo Nuevo (Tablón Salado) - San Agustín - San Antonio Las Varas - San José del Guayabo - San Luis Robles - San Pablo - San Vicente Las Varas - Santa María Rosario - Santa Rosa - Tablón Dulce La Pampa - Tambillo - Vuelta Larga |         |

### Resguardos Indígenas
San Andrés de Tumaco tiene como centro nodal para asuntos de los 18 resguardos indígenas en el distrito al centro poblado: Inda Zabaleta.

## Transporte y vías de acceso

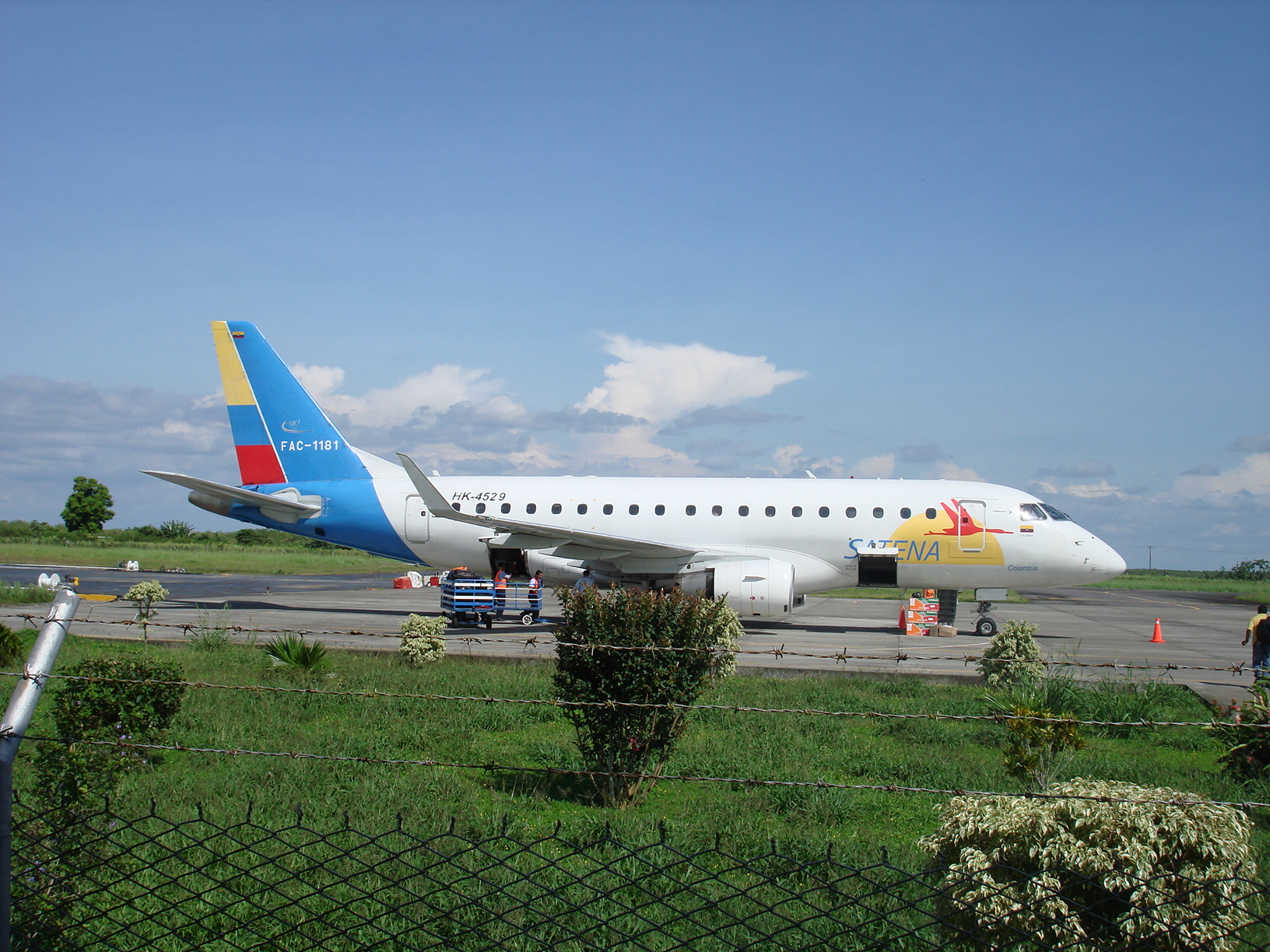
Embraer ERJ 170 en el Aeropuerto La Florida.

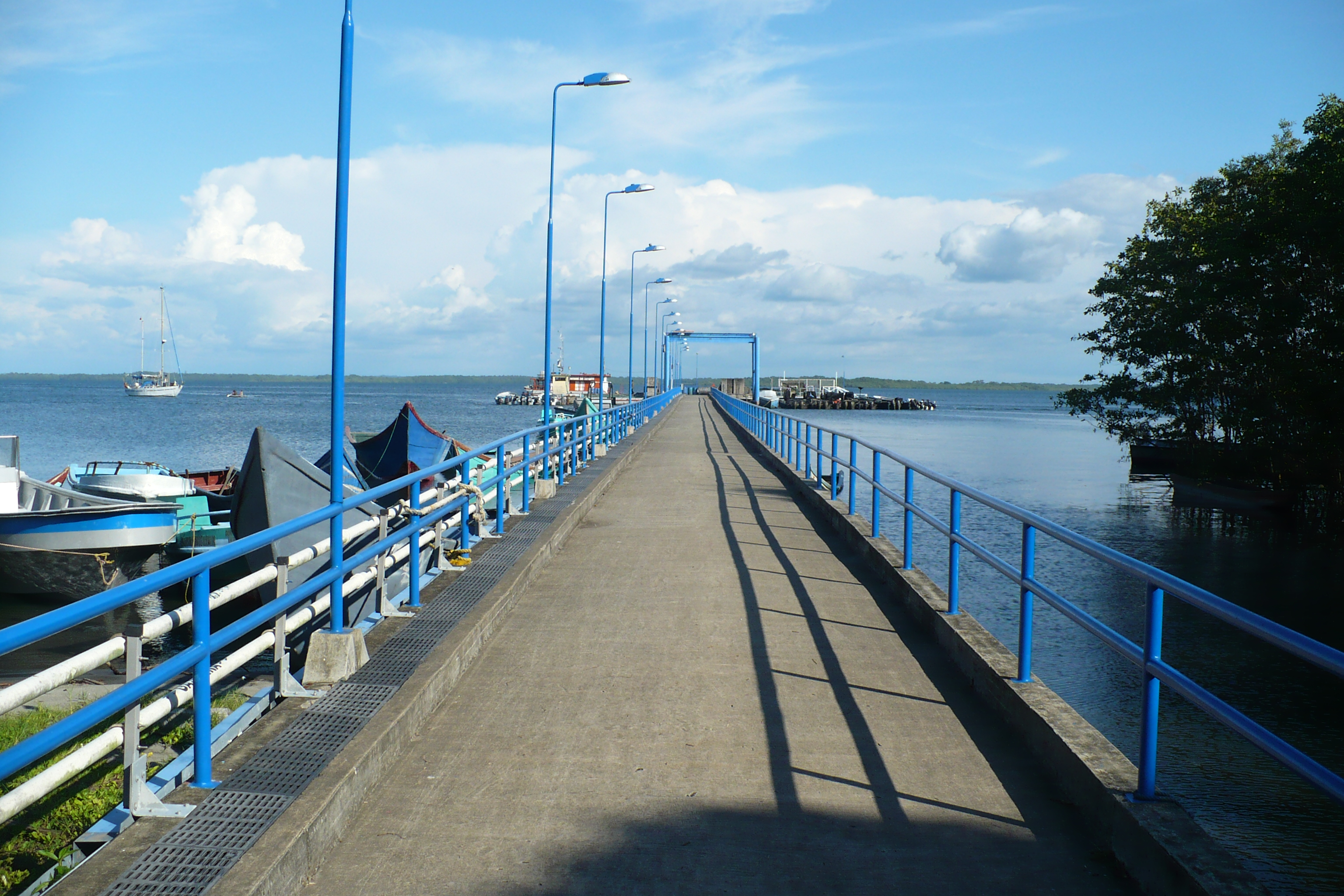
Área militar de Tumaco.

### Transporte aéreo
Tumaco posee un aeropuerto de mediano tamaño, llamado La Florida, ubicado a 4 km del centro del municipio. Su código ICAO es SKCO, y el código IATA es TCO. Inicialmente operaba en horario diurno y su pista de asfalto, de aproximadamente 1600m, permite la operación de aviones del tipo Boeing 737, Douglas DC9 Serie 15, Fokker F-28 y todo tipo de turbohélices. En la actualidad se encuentra servido por 4 vuelos diarios en la ruta Cali-Tumaco-Cali Bogotá-Tumaco-Bogotá, con conexiones al resto del país, operados por la aerolínea Avianca con equipo ATR72-600 y la aerolínea SATENA con su Embraer ERJ-145 y ATR42-600 e Easy Fly. El 25 de agosto de 2007 se inauguró el sistema de iluminación de la pista, lo que permitió las operaciones nocturnas.

### Transporte terrestre
Tumaco tiene una carretera pavimentada de aproximadamente 300 km conocida como la Vía al Mar, que une a Tumaco con San Juan de Pasto, la capital del Departamento. Esta carretera comunica la Costa y la Sierra; une Tumaco, Llorente, Junín, Túquerres y San Juan de Pasto. Además, desde finales de 2021 existe una carretera que une las costas de Colombia y Ecuador a través del Puente Binacional Río Mataje.

### Transporte marítimo
Se considera a Tumaco como el segundo puerto sobre el Pacífico en Colombia después de Buenaventura. El transporte marítimo es la vía principal para moverse hacia municipios vecinos en el litoral pacífico, como Francisco Pizarro u Olaya Herrera.

## Educación
El municipio, según la Secretaría de Educación Municipal, cuenta con 65 establecimientos educativos estatales, 13 de ellos en el casco urbano.El Ministerio de Educación Nacional reconoce un 6,18% de cobertura en educación superior. Rosales Escarría, sin embargo, afirma que Tumaco tiene un 60% de analfabetismo, la mayor tasa en el Pacífico colombiano.
Entre las universidades públicas más importantes están:
- Universidad de Nariño[16]
- Universidad Nacional de Colombia sede Tumaco[17]

## Salud
El municipio cuenta con los siguientes centros hospitalarios.
- Hospital San Andrés E.S.E
- Centro Hospital Divino Niño E.S.E
- Hospital Municipal de Chilvi.

## Deportes

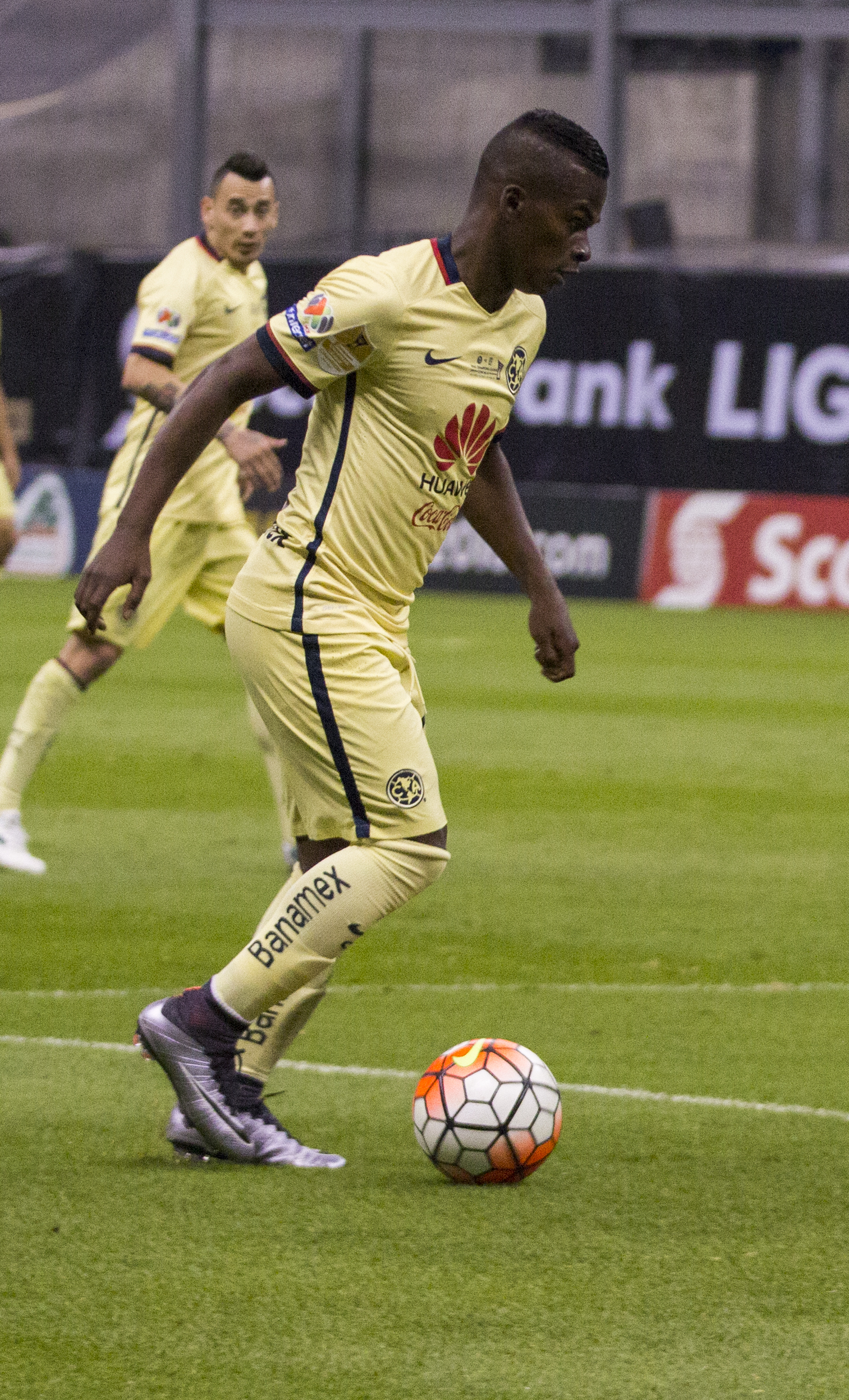
Carlos Darwin Quintero, uno de los principales deportistas de Tumaco.

A pesar de que Tumaco no ha sido sede de grandes eventos deportivos, cuenta con una gran tradición deportiva. El fútbol es el deporte más popular entre los tumaqueños (a pesar de que ha sido el Taekwondo el que más registro de medallas le ha dado); de estas tierras han salido grandes cuotas de futbolistas para Colombia, tales como Alejandro Frigerio Payán, el primer futbolista colombiano en jugar en el exterior, más precisamente en Suiza de donde era su padre. También se destacan Domingo "Tumaco" González, Willington Ortiz, Carlos Darwin Quintero, Eladio Mideros, Eladio Vásquez, Horacio Ferrin, Carlos "La Gambeta" Estrada, Luis Bolaños, Hernando Cuero, Egidio Hinestroza, Víctor "Tumaqueño" Bonilla (padre), Víctor Bonilla (hijo), Américo Quiñones, Enrique Simón Esterilla, Mike Campaz, Javier Valencia, Luis Becerra, Léider Preciado, Harry Castillo, Jairo Castillo, Mauricio Cuero, Pablo Armero "Miñía", Mauricio Casierra, Víctor Ibarbo, Julián Quiñonez, Yamilson Rivera, Jorge Ortiz, y Kévin Rendón, solo por mencionar algunos. 
Tumaco cuenta entre su lista de deportes algunos no tan mencionados a pesar de su relevancia en el panorama internacional como lo son el Taekwondo y el Hapkido, los cuales han dado al distrito notoriedad en juegos nacionales. Deportistas como John Michael Carabalí (actualmente convocado a selección Colombia de Taekwondo)y Andrés Ladino han representado en competencias nacionales, quienes se han apoyado en los pioneros de este proceso, que si bien no han recibido el reconocimiento merecido, han estado durante más de una década haciendo presencia en el distrito como son John Fidel Ortiz Guzmán. Tumaco también cuenta con un gran nivel en Ajedrez en categorías juveniles, resaltando su participación en Juegos Intercolegiados Nacionales.
Aunque el municipio no cuenta con suficiente infraestructura deportiva, tiene un estadio, el Domingo "Tumaco" González. En el 2013 se eligió a Tumaco como sede de los Juegos de mar y playa, justas deportivas que se llevan a cabo cada cuatro años, con delegaciones deportivas de balonmano, rugby playa, fútbol playa, vóley playa, triatlón, vela, motonáutica, surf, deportes subacuáticos y ultimate. Actualmente, el Unión Pacífico Sur de la Primera C aficionada juega allí sus partidos como local.

## Economía
Uno de los principales renglones de la economía de la región es la pesca artesanal. El cultivo del camarón es uno de sus fuertes. 
En los últimos años se ha presentado un desarrollo en explotaciones agrícolas; se han tecnificado cultivos presentes en la zona, como la palma africana, el arroz secano, y el cacao. Otros cultivos de pancoger (pequeñas parcelas de familias campesinas) son la fuente principal de alimentación para su población.
El cultivo del cacao es muy aprovechado entre la población campesina; también se cultiva la tagua, conocida como nuez de marfil o marfil vegetal, es la semilla de la palma Phytelephas macrocarpa y su producción aunque en decadencia en el municipio, sigue siendo alta.
Otro producto es la palma africana (Elaeis guineensis) y la comercialización del aceite crudo de palma, sembrada y cosechada en la zona rural. Existen cerca de 35.000 hectáreas sembradas de palma africana y 7 plantas extractoras de aceite, representando una fuente importante de generación de empleo para la región.
A su vez el turismo ha ganado importantes lugares en la economía del municipio, las playas de El Morro, Boca grande y El Bajito cada día atraen visitantes nacionales y extranjeros. Tumaco es también el principal puerto petrolero colombiano sobre el océano Pacífico, y el segundo a nivel nacional, después de Coveñas. En años recientes, el oleoducto y el puerto han servido para transportar y exportar petróleo ecuatoriano, situación que se ve reflejada en el movimiento de su comercio exterior.

## Turismo

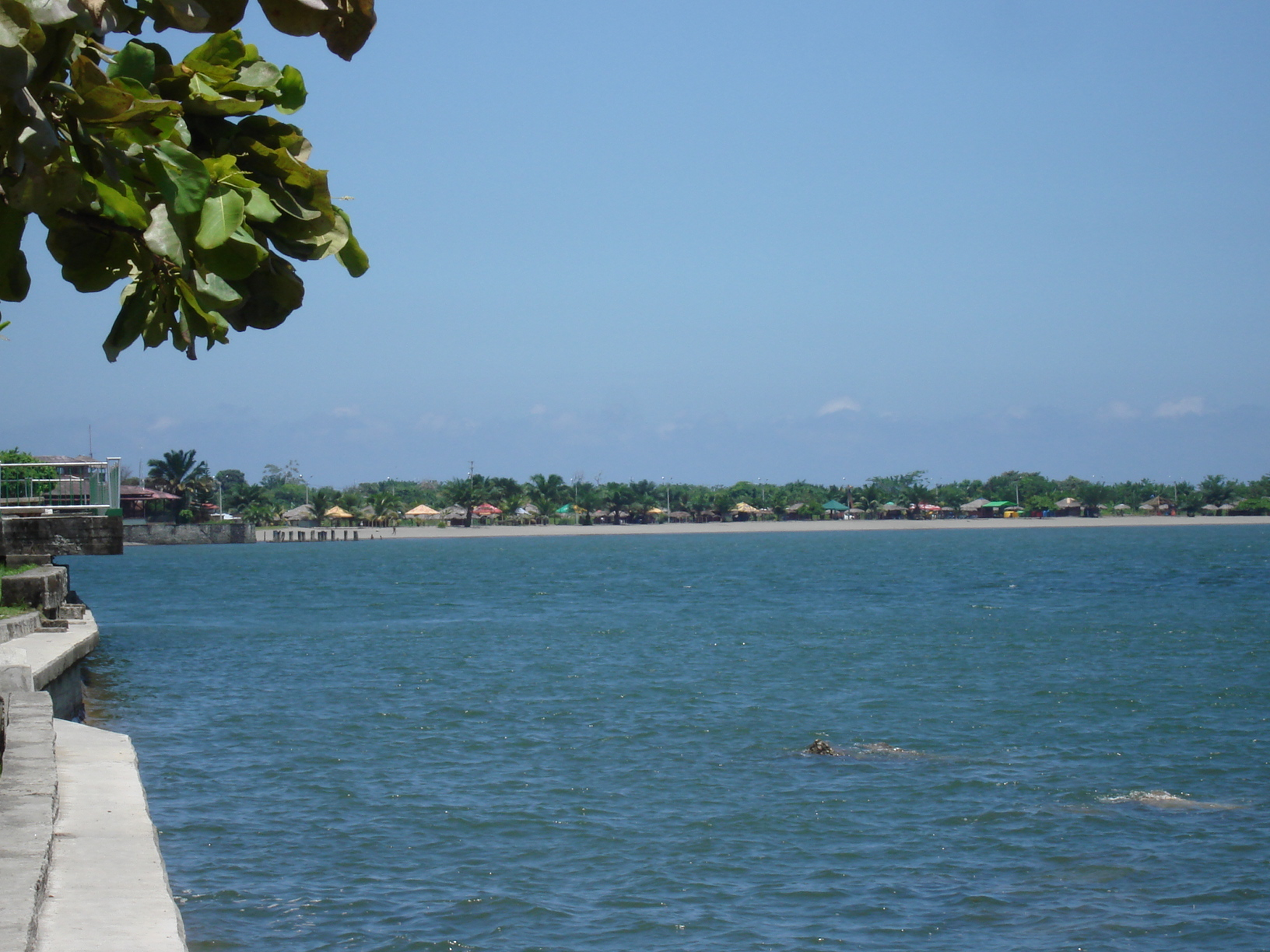
Playa El Bajito.

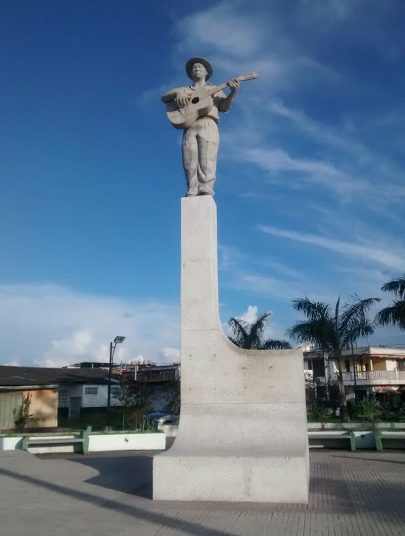
Monumento del Parque Caballito Garcés.

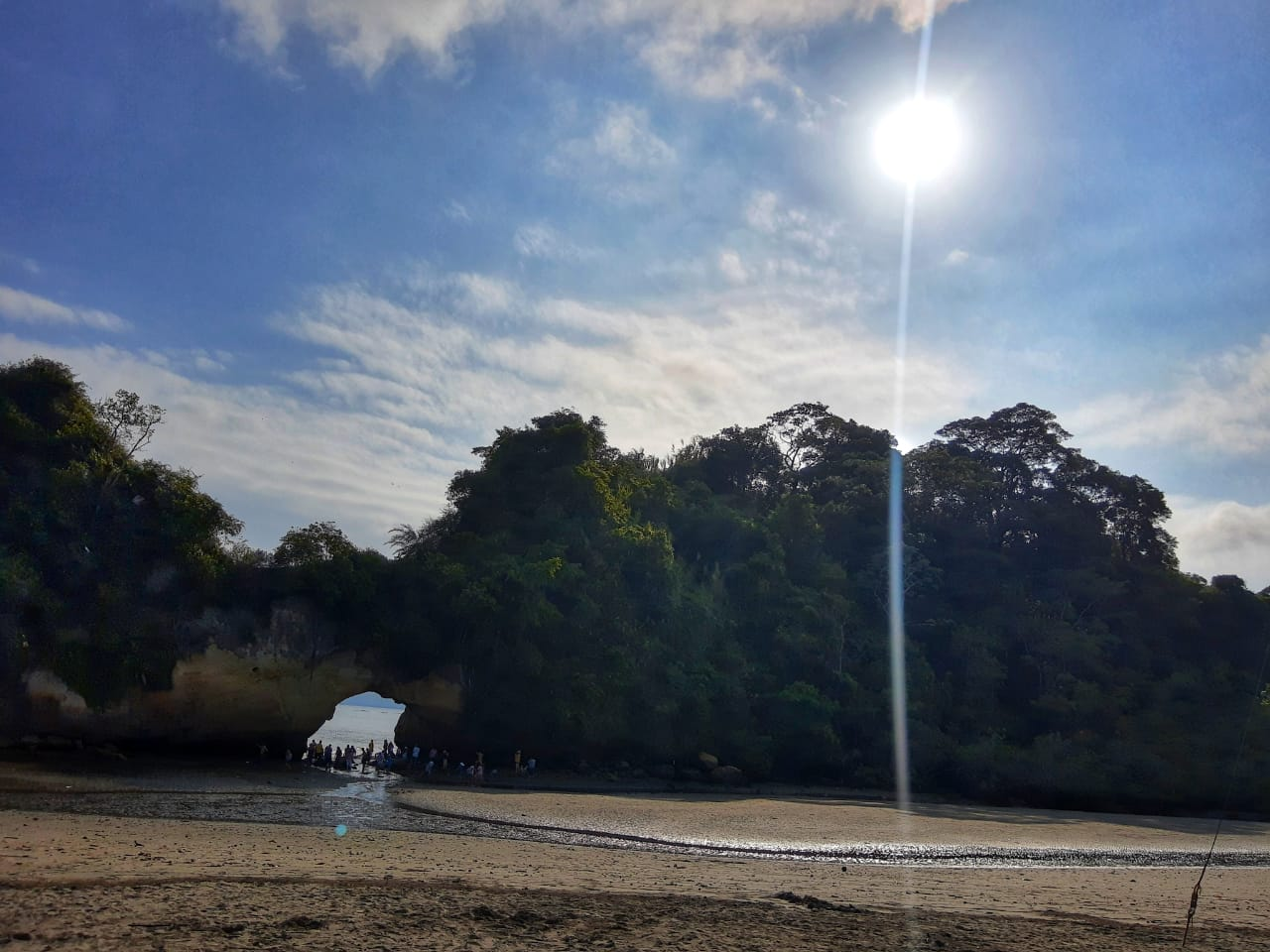
Imagen del Arco del Morro, ubicado en Tumaco -Colombia, y uno de los lugares más hermosos para visitar

Una semana antes de Pascua en el municipio se celebran los Carnavales del Fuego. El Festival del Currulao es otro evento de gran importancia en el municipio y se celebra en diciembre, donde grupos folclóricos de todo el Pacífico colombo-ecuatoriano llegan a Tumaco a competir.
Entre los lugares de interés turístico se cuentan las playas de El Morro, El Bajito y Boca grande, además de las playas ubicadas cerca de la desembocadura del Río Mira, Milagros, Bocana nueva y Terán entre otras, donde encuentran una gran diversidad en fauna y flora.
El director de cine colombiano Samuel Córdoba dio a conocer un documental sobre la ciudad en 2009. La película, titulada "Tumaco Pacífico", la crónica de la zona zancos casa de la ciudad, predominantemente poblada por los afrocolombianos. Córdoba fue inspirada por una foto panorámica de los palafitos que vio en un libro de fotografía en Tumaco. La película ganó el primer lugar en el Festival de Cine Latinoamericano de Burdeos, en Francia, y se presentó en el Festival Internacional de Cine, en Santiago de Chile.